# Lingsberg, Vallentuna kommun
Lingsberg är en småort i Vallentuna kommun. Orten ligger ungefär 3 kilometer öster om Vallentuna, väster om Angarnssjöängen.

I Lingsberg står Lingsbergsstenen som handlar om Ulfrik, som tog två gälder i England.